# Завещевье
Завещевье — деревня в Бежаницком районе Псковской области. Входит в состав сельского поселения муниципальное образование «Лющикская волость».
Расположена в 21 км к северо-западу от райцентра Бежаницы.
Численность населения по оценке на 2000 год составляла 16 жителей.